# Bédé (Ouham)
Pour les articles homonymes, voir Bédé.
Bédé est une commune rurale de la préfecture de l’Ouham, en République centrafricaine. Elle s’étend à l'ouest de la ville de Batangafo.

## Géographie
La commune de Bédé est située au centre de la préfecture de l’Ouham. 
| Hama               | Bakassa    | Ouassi    |
| Nana-Bakassa, Hama | Bédé       | Batangafo |
| Benzambé,          | Ouham-Fafa | Ouassi    |

## Villages
La plupart des villages sont localisés sur les axes Batangafo – Bowara et Kambakota – Bossangoa.
Les villages principaux sont : Mbali, Kambakota et Kakouda 1. 
La commune compte 57 villages en zone rurale recensés en 2003 : Bamassara 1, Bekondjo, Bemal 1, Bemal 2, Beoula, Bokendzi, Bongata, Bouli, Bozian, Garkion, Iro, Kabandja, Kabodo, Kabouzou, Kadilongo, Kagana, Kagoro, Kagoue 1, Kagoue 2, Kagoue Kota, Kainga, Kakoda 1, Kakosso, Kakoundja, Kakoutolma, Kalomo 1, Kalomo 2, Kamba Bobere, Kamba Sogboulou, Kambadjeki, Kambadji, Kambakette, Kamba-Kota, Kambourou, Kangomo 1, Kangomo 2, Kangoro, Kaoue, Karoungba, Karre, Kassai, Katie 2, Kibo, Koh, Kollo, Maingara, Mala, Mbali 1, Megui, Mere, Ndoubamoundou, Ouin 1, Ouin 2, Ouinsoua, Pama, Tomboye, Yakoma.

## Éducation
La commune compte 25 écoles publiques : Kakouda-Dimon, Bouli, Kakouda-Bede, Yakoma, Kaoue, Bemal 2, Bemal 1, Kamba-Kota, Karoumba, Kambadjiki, Mbali, Kangomo, Kagoue, Kangama, Bekondjo, Saragba-Borokota, Bougourou 2, Ouin, Ngbada, Kare, Kagomon 1, Kakosso, Besse, Mere, Ouin.